# Colchón CR (equip ciclista)
L'equip Colchón CR (conegut posteriorment com a Helios-Colchon CR) va ser un equip ciclista espanyol que competí professionalment entre el 1980 i el 1981 i entre el 1986 i 1989.
No s'ha de confondre amb els equips CR Colchon-Atun Tam, Novostil-Helios i Zor-Helios.

## Principals resultats
- Volta a Aragó: Antoni Coll Pontanilla (1981)
- Clàssica als Ports de Guadarrama: Roberto Córdoba (1987)
- Volta a La Rioja: Miquel Àngel Iglesias (1987)
- Victòries d'etapa a la Volta a Catalunya: Miquel Àngel Iglesias (1988)

### A les grans voltes
- Volta a Espanya
  - 6 participacions (1980, 1981, 1986, 1987, 1988, 1989)
  - 2 victòries d'etapa:
    - 2 el 1981: Francisco Javier Cedena, Álvaro Pino

  - 0 classificació final:
  - 4 classificacions secundàries:
    - Classificació per punts: Francisco Javier Cedena (1981)
    - Classificació de les Metes Volants: Miquel Àngel Iglesias (1987, 1988, 1989)

- Tour de França
  - 0 participacions

- Giro d'Itàlia
  - 0 participacions